# Lidija Matwejewna Selichowa
Lidija Matwejewna Selichowa (russisch Лидия Матвеевна Селихова; * 19. März 1922 in Petrograd; † 7. Februar 2003) war eine sowjetische Eisschnellläuferin, die zwei Mehrkampfweltmeisterschaften für sich entscheiden konnte.

## Karriere
1948 holte Selichowa Silber bei den Mehrkampfweltmeisterschaften. 1952 und 1954 erkämpfte sie sich jeweils den Meistertitel. Darüber hinaus wurde sie 1948 als Verdiente Meisterin des Sports der UdSSR (заслуженный мастер спорта СССР) ausgezeichnet.

## Weltrekorde
Folgenden Weltrekord stellte Selichowa während ihrer Karriere auf.
| Disziplin | Zeit / Punkte | Ort   | Datum           |
| --------- | ------------- | ----- | --------------- |
| 1000 m    | 01:36,04 min  | Medeo | 30. Januar 1953 |